# Ray Rasch
Raymond Rasch (* 1. März 1917 in Toledo, Ohio; † 13. Dezember 1964) war ein US-amerikanischer Pianist und Arrangeur, der in den 1950er und 1960er Jahren in Hollywood aktiv war.
Rasch arrangierte die Musik für Charlie Chaplins Film Rampenlicht (1952) zusammen mit Charlie Chaplin, Larry Russell und Russ Garcia. Russell und Rasch arbeiteten ab Dezember 1950 an der Filmmusik. Rasch spielte bei den Aufnahmen Klavier, während Russell dirigierte. Der Soundtrack bestand aus einem Konzertstück, einem Ballett mit dem Namen The Death of Columbine sowie den Stücken The Sardine Song, The Animal Trainer, Spring Is Here und dem Song Terry’s Theme, der von Frank Chacksfield und seinem Orchester eingespielt wurde. Russell wurde im Abspann nicht erwähnt, genauso wie Garcia, der die Orchestration übernahm.
Der 1952 gedrehte Film wurde auf Grund von angeblich subversiven Tendenzen von Chaplin in den Vereinigten Staaten erst 1972 veröffentlicht. Bei der Oscarverleihung 1973 wurde Rasch schließlich posthum zusammen mit dem ebenfalls verstorbenen Larry Russell mit einem Oscar für die beste Filmmusik (Original Dramatic Score) ausgezeichnet. Chaplin selbst wurde ebenfalls ausgezeichnet. Dafür wurde Garcia vergessen. Damit ist Rasch eine von nur 14 posthum mit einem Oscar ausgezeichneten Personen.